# إيو (رب فائق)

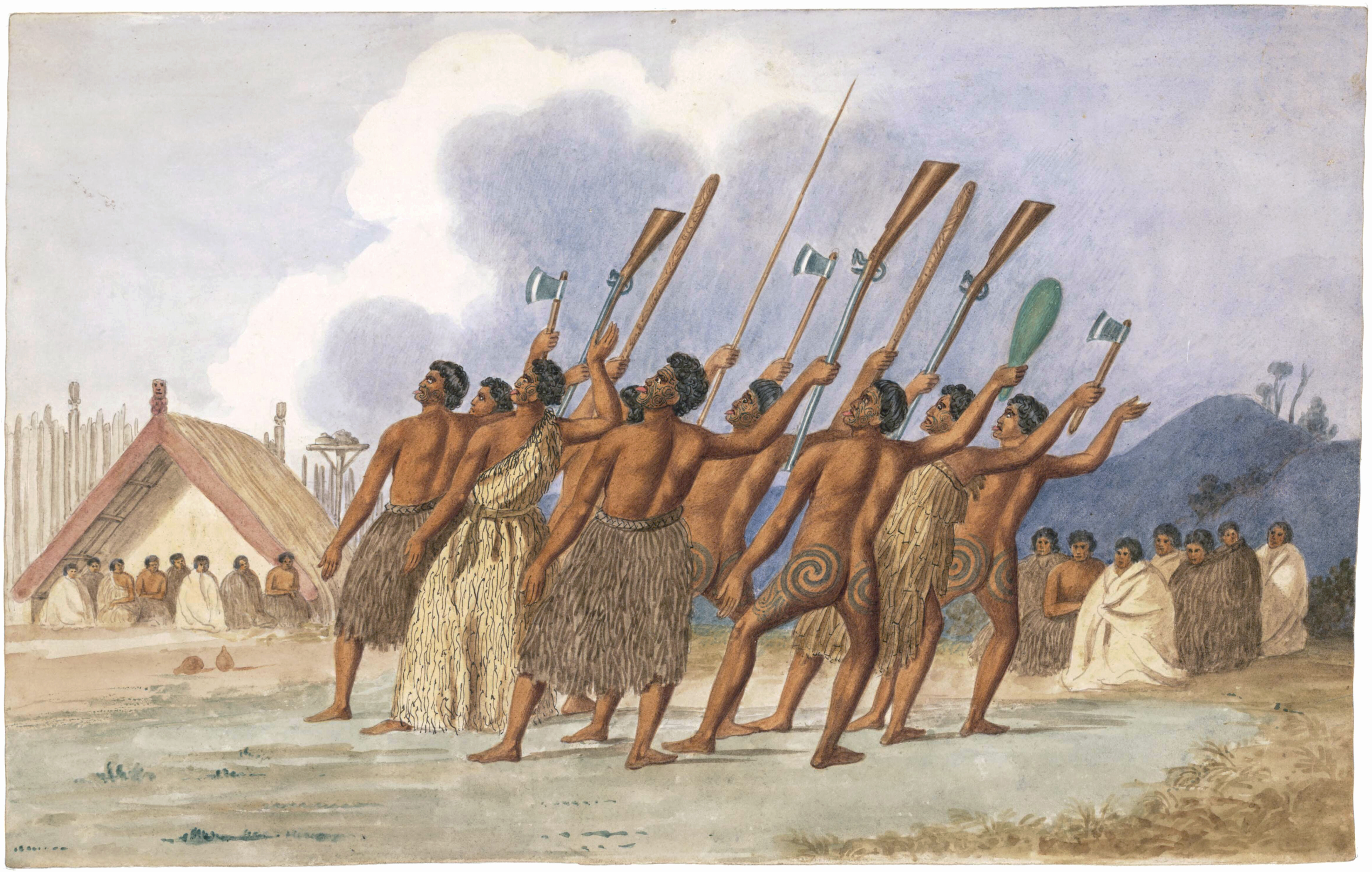
رقصة الحرب

إيو (بالإنجليزية: lo)‏ الرب الفائق للماوري والشعوب البولينيزية الأخرى. ويعتبر إيو (ومعنى الكلمة «الصميم») العارف بكل شيء” و”الأبدي” وقد يهمس اسمه همسا. ويتألف إيو من مادة المذكر (تي إيو أورا) ومادة المؤنث (إيو واهيني). وهو يسكن فوق في السماء؛ السماء الأعلى من العوالم العليا الإثني عشر.